# 图莱夫拉斯
图莱夫拉斯（西班牙語：Tulebras）是西班牙纳瓦拉的一个市镇。总面积4平方公里，总人口101人（2001年），人口密度25人/平方公里。